# Central nuclear de Humboldt Bay

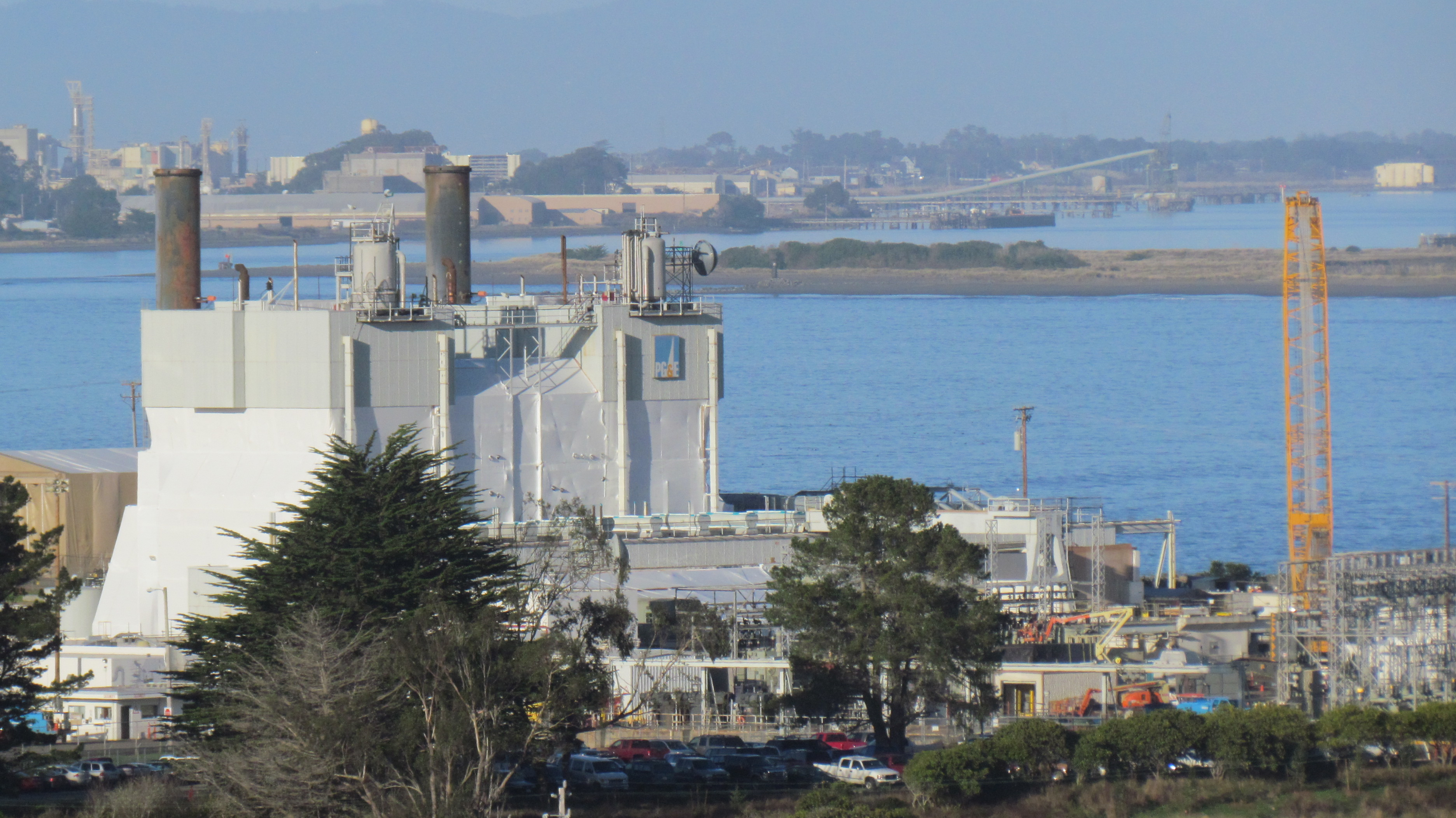
Planta de energía nuclear de la Bahía de Humboldt.

La central nuclear de Humboldt Bay se compone de un reactor de agua en ebullición inactivado de 65 Mwe situado a 7 km al sudoeste de Eureka (California). Fue construida por Pacific Gas and Electric Company. La planta funcionó comercialmente desde 1963 a 1976 cuando fue apagada para realizar modificaciones para soportar movimientos sísmicos. Como consecuencia del accidente de Three Mile Island, se decidió no rearrancar el reactor ya que las nuevas reglamentaciones hicieron que su funcionamiento no fuera rentable económicamente.

## Identificación del emplazamiento
Situación: Eureka, CA 
Permiso n.º: DPR-7 
Expediente n.º: 50-133 
Director del proyecto: John Hickman

## Sumario del estado del emplazamiento
La planta fue cerrada en julio de 1976 y ha permanecido en standby seguro desde entonces. Se aprobó un plan de desmantelamiento en julio de 1988. Como consecuencia de la instrucción de desactivación de 1996, el licenciatario convirtió en plan de desmantelamiento en un Informe de análisis de retirada de combustible con seguridad, que ahora se actualiza cada dos años. La planta actualmente está incrementando sus actividades en el proceso de desinstalación. Los trabajos de desinstalación incluyen, en otros, la retirada completa del amianto y un plan de gestión de los residuos de bajo nivel. Esta fase parece que seguirá adelante hasta que se tome una decisión para acelerar la desinstalación.
En 1983, con la planta ya cerrada, PG&E determinó que las modificaciones para seísmos y los requisitos motivados por el accidente de TMI-2 hacían no rentable la explotación comercial. Todo el combustible fue depositado en un estanque de combustible gastado. En 1985 se emitió una modificación del permiso para confirmar la posesión sin derecho a funcionamiento. En diciembre de 2003, la licenciataria presentó una petición a la Nuclear Regulatory Commission para la aprobación del almacenaje en cascos secos del combustible que estaba en el estanque de combustible gastado. La licenciataria está evaluando un plan que podría situar todo el combustible en cascos secos para el año 2008. A pesar de que el permiso actual vence el 2015, la licenciataria está estudiando la posibilidad de que el emplazamiento quede totalmente restaurado para una fecha comprendida entre 2009-20011. Las Unidades 1 y 2 de Humboldt Bay, son alimentadas por combustibles fósiles y se encuentran todavía funcionando comercialmente.
El coste actual estimado de la desinstalación asciende a 333,6 millones de dólares (con la finalización del permiso en 2015). Ya hay provisionados 213,9 millones. La licenciataria calcula que 41,5 millones de los ingresos serán añadidos en los próximos dos años y medio. El saldo restante de 78,2 millones para provisionar totalmente la responsabilidad de desinstalación se presume se incrementarán mediante las inversiones de la provisión, los intereses y los beneficios fiscales durante los próximos 15 años.

## Temas técnicos o reglamentarios principales
La licenciataria ha presentado una petición ISFSI en diciembre de 2003. Los casos de almacenaje seco serán especiales dado que los conjuntos de combustible de Humboldt son más cortos que los normales. Además, los cascos serán almacenados teniendo en cuenta la sismicidad de la región, las preocupaciones de la seguridad, y los límites de la dosis de los alrededores. Si la petición ISFSI es aprobada, se tomará decisión sobre la forma de su construcción.
Una inspección reciente y un inventario del estanque de combustible gastado ha revelado la presencia de numerosos fragmentos de combustible presumiblemente de ensamblajes de combustible defectuosos producidos mientras la planta estaba en funcionamiento. Además, la licenciataria está intentando localizar varios segmentos de barras que debieran estar en el estanque pero que no se encuentran.